# مالی موگوی
مالی موگوی (به لاتین: Maly Mogoy) یک منطقهٔ مسکونی در روسیه است که در استان آستراخان واقع شده‌است.